# Радакишун, Претап
Претап Радакишун (нидерл. Pretaap Radhakishun; 3 сентября 1934 — 6 января 2001, Парамарибо) — государственный и политический деятель Суринама. С 1996 по 2000 год являлся вице-президентом страны.

## Биография
Родился в 1934 году в колонии Суринам. Являлся членом Прогрессивной реформаторской партии, активно выступал против диктатуры Дези Баутерсе. В 1986 году стал премьер-министром страны от оппозиции, в 1987 году на этой должности его сменил Жюль Альберт Вейденбос. 
В 1988 году присоединился к Национальной демократической партии Суринама, являясь членом которой в 1996 году стал вице-президентом страны. В 2000 году был отстранён от власти в связи с обвинениями в коррупции. Скончался 6 января 2001 года в Парамарибо в возрасте 66 лет после продолжительной болезни, находясь под следствием.